# الذبة (الشعر)

تعديل مصدري - تعديل

الذبة محلة تابعة لقرية اللكيمة، التابعة لعزلة القابل الاسفل بمديرية الشعر إحدى مديريات محافظة إب في الجمهورية اليمنية، بلغ تعداد سكانها 33 حسب تعداد اليمن لعام 2004.